# Ecliptopera acalles
Ecliptopera acalles är en fjärilsart som beskrevs av Louis Beethoven Prout 1938. Ecliptopera acalles ingår i släktet Ecliptopera och familjen mätare. Inga underarter finns listade i Catalogue of Life.